# Grzebieniec (ssaki)
Grzebieniec (Asellia) – rodzaj ssaków z rodziny płatkonosowatych (Hipposideridae).

## Rozmieszczenie geograficzne
Rodzaj obejmuje gatunki występujące w północno-zachodniej, północnej i północno-wschodniej Afryce oraz południowo-zachodniej Azji.

## Morfologia
Długość ciała (bez ogona) 41–60 mm, długość ogona 13–29 mm, długość ucha 12–22 mm, długość tylnej stopy 6–10 mm, długość przedramienia 38–55 mm; masa ciała 3–13 g.

## Systematyka
Rodzaj zdefiniował w 1838 roku angielski zoolog John Edward Gray w artykule zatytułowanym Przegląd rodzajów nietoperzy (Vespertilionidae) oraz opis kilku nowych rodzajów i gatunków, opublikowanym w czasopiśmie „Magazine of zoology and botany”. Gatunkiem typowym jest (oznaczenie monotypowe) grzebieniec palmowy (A. tridens).

### Etymologia
Asellia: łac. przymiotnik asellus ‘osiołek’, użyty jako rzeczownik; prawdopodobnie w aluzji do długich, spiczastych uszu grzebieńca palmowego.

### Podział systematyczny
Do rodzaju należą następujące występujące współcześnie gatunki:
| Grafika | Gatunek               | Autor i rok opisu                 | Nazwa zwyczajowa       | Podgatunki         | Rozmieszczenie geograficzne | Podstawowe wymiary                                    | Status IUCN |
| ------- | --------------------- | --------------------------------- | ---------------------- | ------------------ | --- | ----------------------------------------------------- | ----------- |
|         | Asellia arabica       | Benda, Vallo & Reiter, 2011       | grzebieniec arabski    | gatunek monotypowy | wąski pas wybrzeża południowego Półwyspu Arabskiego w południowo-wschodnim Jemenie i południowo-zachodnim Omanie                                                                                                 | DC: 4,1–6 cm DO: 1,6–2,9 cm DP: 4,3–4,6 cm MC: 6–13 g | DD          |
|         | Asellia italosomalica | De Beaux, 1931                    |                        | gatunek monotypowy | Somalia i wyspa Sokotra (Jemen) | DC: 4,1–6 cm DO: 1,6–2,9 DP: 4,3–4,8 cm MC: 6–13 g    | DD          |
|         | Asellia patrizii      | De Beaux, 1931                    | grzebieniec liścionosy | gatunek monotypowy | kilka stanowisk w Erytrei, Etiopii i kilku przybrzeżnych wyspach Morza Czerwonego; zakres wysokości: do 1000 m n.p.m.                                                                                            | DC: 4,2–4,6 cm DO: 1,3–2 cm DP: 3,8–4,3 cm MC: 3–4 g  | LC          |
|         | Asellia tridens       | (É. Geoffroy Saint-Hilaire, 1813) | grzebieniec palmowy    | 2 podgatunki       | Afryka Północna, od Maroka, Mauretanii i Senegalu na wschód do Egiptu i Półwyspu Somalijskiego, Azja Zachodnia na wschód do zachodniego Afganistanu i południowego Pakistanu; zakres wysokości: do 2000 m n.p.m. | DC: 4,1–6 cm DO: 1,6–2,9 cm DP: 4,5–5,5 cm MC: 6–13 g | LC          |

Kategorie IUCN:  LC  – gatunek najmniejszej troski,  DD  – gatunki o nieokreślonym stopniu zagrożenia.
Opisano również gatunek wymarły z miocenu dzisiejszej Francji:
- Asellia mariaetheresae Mein, 1958